# Lucie Milebou-Aubusson
Lucie Milebou-Aubusson (épouse Mboussou), née le 25 février 1957, est un médecin et une femme d'État gabonaise. Elle est présidente du Sénat du 27 février 2015 au 30 août 2023.

## Carrière professionnelle
Lucie Milebou-Aubusson est la première femme ophtalmologiste du Gabon. Elle est médecin-chef de la Fondation Jeanne Ebori à Libreville de 1988 à 2002 et professeur adjoint à la faculté de médecine de Libreville. Elle a été également directrice médicale de la clinique Medivision et membre fondateur de l'ONG Gabon Medical Assistance :

## Carrière politique
Membre du Parti démocratique gabonais, elle est élue au Sénat pour la commune de Fougamou en 2002. Elle est alors membre des comités permanents des Affaires étrangères, des Finances et de l'Aménagement du territoire. Elle est également présidente du Réseau national des femmes sénateurs du Gabon et vice-présidente adjointe du groupe parlementaire de son parti.
Elle est 6e vice-présidente du Sénat durant la IIIe législature, entre 2009 et 2015. Elle est élue présidente de la chambre haute le 27 février 2015 et succède à Rose Francine Rogombé,. Elle est réélue à cette fonction le 1er mars 2021, à la suite des élections sénatoriales. Ses fonctions prennent fin le 30 août 2023 lors du coup d'État militaire qui met fin au régime d'Ali Bongo.
Le 4 septembre 2023, Brice Oligui Nguema prête serment au palais présidentiel de Libreville en tant que président de la Transition, en présence des juges de la Cour constitutionnelle, du Premier ministre, de la vice-présidente et des présidents des deux chambres parlementaires sortants.